# Erektionsurkunde
Eine Erektionsurkunde (lat.: erigere = errichten, aufrichten; ahd.: urchundi = Erkenntnis) ist im Kirchenrecht ein von einem Bischof unterschriebenes Dokument, das einer Kirchengemeinde die Errichtung eines Pfarramtes erlaubt. Durch die Erektionsurkunde wird eine Gemeinde in den Status einer selbständigen Kirchengemeinde erhoben, so die Dreifaltigkeitskirche in Hannover 1876 oder die Evangelische Kirche Vohwinkel im Jahr 1886.
Der Begriff war in der Frühen Neuzeit auch im Zusammenhang mit der Dokumentation weltlicher Grundstücksgeschäfte gebräuchlich.